# セリア・ジョンソン
デイム・セリア・エリザベス・ジョンソン（Dame Celia Elizabeth Johnson, DBE、1908年12月18日 - 1982年4月26日）は、イングランドの女優である。舞台・映画・テレビで活動した。映画『軍旗の下に』（1942年）、『幸福なる種族』（1944年）、『逢びき』（1945年）、『地中海夫人』（1953年）への出演で特に知られる。
1928年に舞台女優としてキャリアをスタートさせ、ウェスト・エンドやブロードウェイの舞台に立ち成功を収めた。その後は映画やテレビにも出演するようになったが、舞台での活動も生涯続けた。

## 若年期と教育
ジョンソンは1908年12月18日にサリー州リッチモンドで生まれた。
1919年から1926年までロンドンのセント・ポール女学校に通った。在学中にグスターヴ・ホルストが指揮する楽団でオーボエを演奏したことがある。1926年に王立演劇学校に入学し、マーガレッタ・スコットと同じクラスになった。その後、パリに渡ってコメディ・フランセーズで映画俳優ピエール・フレネーの下で学んだ。
セント・ポール女学校卒業までに、学校で劇に出演したことはあったが、それ以外に演技経験はなかった。それにもかかわらず演劇の道を選んだことについて、後に「むしろそれが好きだと思ったからです。それが私にとって唯一得意なことでした。」と語った。

## キャリア
1928年、ハダースフィールドのシアター・ロイヤルで上演されたジョージ・バーナード・ショー作の『バーバラ少佐』のサラ役でプロの初舞台を踏んだ。翌年にロンドンに移り、ハマースミスのリリック劇場で上演された"A Hundred Years Old"で、アンジェラ・バトリーの代役でクリタ役を演じた。1930年、"Cynara"でジェラルド・デュ・モーリエやグラディス・クーパーと共演した。翌年にアメリカに渡り、ニューヨークで上演された『ハムレット』でオフィーリア役を演じた。
ロンドンに戻り、小さな作品にいくつか出演した後、1933年から2年間"The Wind and the Rain"に出演して地位を確立した。。1935年にジャーナリストのピーター・フレミングと結婚し、1939年には第一子となる長男を出産した。1940年、『高慢と偏見』のエリザベス・ベネット役、『レベッカ』のド・ウィンター夫人役で舞台活動の全盛期を迎えた。後者は上演期間中の1940年9月にドイツ空軍の爆撃で劇場が破壊されたため、上演が中止された。
第二次世界大戦中、ジョンソンは未亡人となった姉および義姉と同居し、7人の子供たちの世話を手伝った。稽古や上演に長い時間のかかる舞台に時間を割くことができないため、映画やラジオなどの時間のかからない仕事を積極的に引き受け、それにより家族と過ごす時間や婦人警察隊の活動のための時間を捻出することができた。戦中は、いずれもデヴィッド・リーン監督、ノエル・カワード脚本の映画である『軍旗の下に』（1942年）と『幸福なる種族』（1944年）に出演した。
リーンとカワードは、次の作品『逢びき』の主役をジョンソンに依頼した。ジョンソンがこの仕事を引き受けたのは家庭の事情からだったが、この役に興味を持ち、夫に対し「これがとても良い役であり、是非とも演じたい役であるという事実から逃れることはできません。自身が既に、どのように演じようか、どのように台詞を言おうかと考え始めていることに気づきました」と書いている。平凡な中流階級の主婦が、駅のリフレッシュメント・ルームで出会った既婚の医師と恋に落ちるというストーリーの恋愛映画で、好評を博し、現在では名作とみなされている。ジョンソンはこの作品でニューヨーク映画批評家協会賞 主演女優賞を受賞し、アカデミー主演女優賞にノミネートされた。
1946年と1947年に娘が生まれ、それから約10年間は子育てを優先して、女優業からは少し距離を置いた。
1957年、舞台"Flowering Cherry"でラルフ・リチャードソンと共演した。1958年、舞台『芝生は緑』の初演に出演した。ローレンス・オリヴィエ率いるロイヤル・ナショナル劇団の一員として『棟梁ソルネス』（1964年）と『花粉熱』（1965年）に出演し、テレビ映画にも出演した。

## 賞と栄誉
1945年の『逢びき』でアカデミー主演女優賞にノミネートされた。英国アカデミー賞には生涯で6度ノミネートされ、1969年の『ミス・ブロディの青春』で英国アカデミー賞 助演女優賞を受賞した。1973年の『プレイ・フォー・トゥデイ』の『クレアモントホテル』で英国アカデミー賞テレビ部門 主演女優賞を受賞した。
「演劇界への貢献」により、1958年に大英帝国勲章コマンダー(CBE)に叙され、1981年にデイム・コマンダー(DBE)に昇格した。

## 私生活
ジョンソンは1935年12月10日に元陸軍軍人でジャーナリスト・紀行作家のピーター・フレミングと結婚した。フレミングは、『ジェームズ・ボンド』シリーズの著作で知られるイアン・フレミングの兄である。フレミングは1971年8月18日に心臓発作で急死した。
フレミングとの間には、以下の3人の子供がいた。
- ニコラス・ピーター・ヴァル・フレミング（Nicholas Peter Val Fleming、1939年 - 1995年） - 作家・ジャーナリスト。20代前半から、パートナーの銀行家クリストファー・バルフォアと共に暮らしていた[6]。
- キャサリン（ケイト）・フレミング（Katherine (Kate) Fleming、1946年 - ） - 自由党党首ジョー・グリモンド（英語版）の息子で雑誌編集者のジョニー・グリモンドと結婚し、3人の子供をもうけた。1991年に母の伝記"Celia Johnson: A Biography"を執筆した。
- イブ・ルシンダ・フレミング（Eve Lucinda Fleming、1947年 - ） - ルーシー・フレミング（英語版）の芸名の女優。1975年のBBCのテレビドラマ"Survivors"に出演した。俳優・作家のサイモン・ウィリアムズ（英語版）と結婚した 。

ジョンソンは、子供が幼い間は、子育てに専念するために女優業から距離を置こうとした。娘のケイトが執筆した伝記には、ジョンソンは「いつでも笑う準備ができている」「明るく母性的な」女性であったと記されており、ケイトは、母は子育てに専念したい気持ちと演劇に関わりたい気持ちの間でしばしば葛藤していたと回想している。

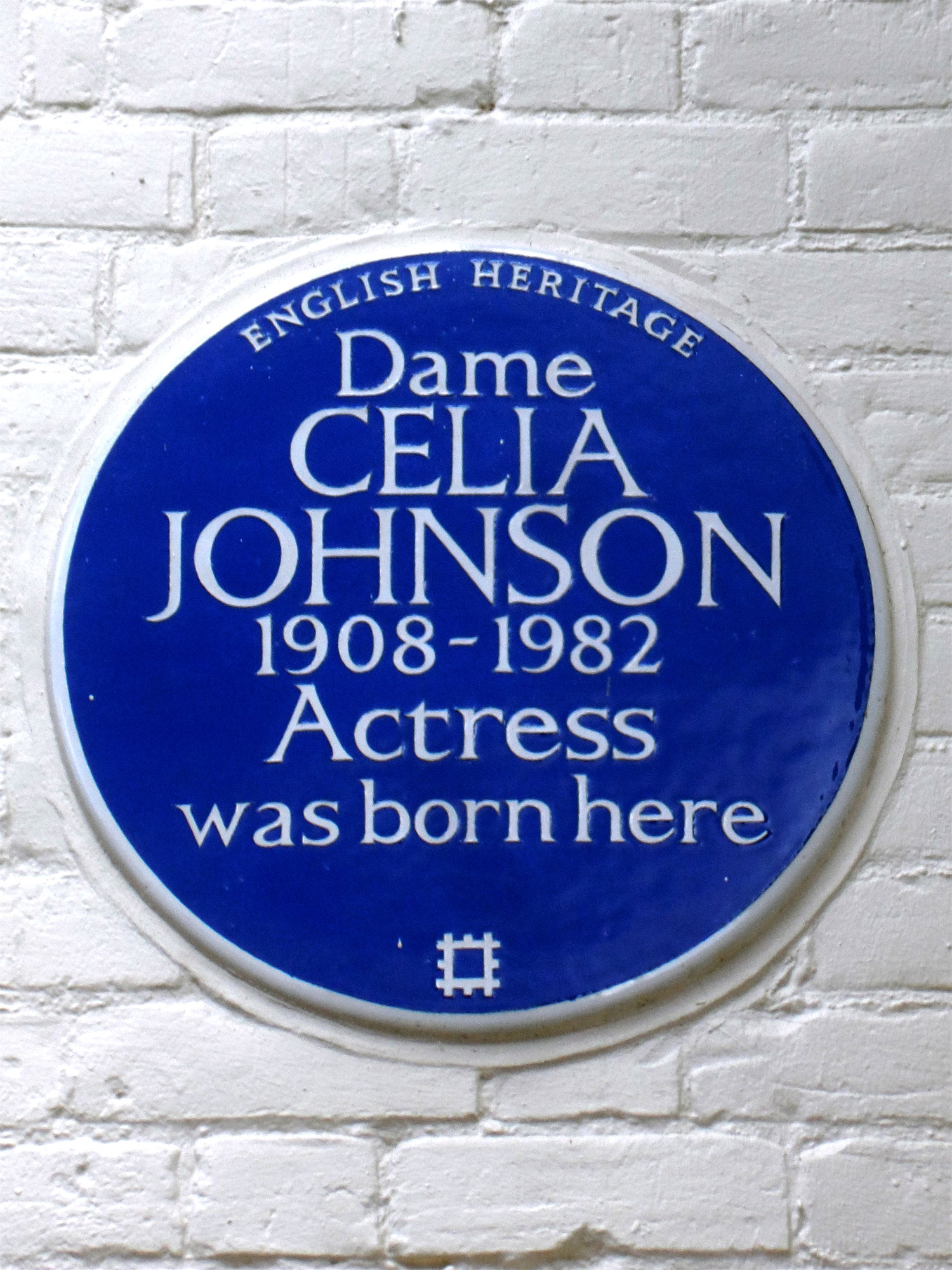
ジョンソンの生家に設置されたブルー・プラーク

## 死去
1982年、ジョンソンはアンジェラ・フート作の舞台"The Understanding"で巡業をしており、ウェスト・エンドでの上演も予定されていた。その間の休暇中の4月26日、オックスフォードシャー州ネトルベッドの自宅で友人達とコントラクトブリッジをしている最中に脳卒中で倒れ、その数時間後に自宅で死去した。遺産の総額は約15万ポンドだった。
2008年、ジョンソンの生誕100周年を記念して、幼少期に住んでいたリッチモンドの家にブルー・プラークが設置された。除幕式典には娘のルーシー・フレミングとケイト・グリモンドも参列した。『タイムズ』紙に対しケイトは、「演劇の悲劇」とは、最高の演技であっても人々の記憶から消えてしまうことであり、母の現在の名声はほぼ映画『逢びき』での演技によるものであると述べた。ケイトはまた、ビデオの出現によって、新たな観客がこの映画を見ることができるようになり、この映画の現代的な評価によって「名作」とみなされるようになったと述べた。

## フィルモグラフィ
| 年   | 作品名                                             | 役名                   | 備考 |
| ---- | -------------------------------------------------- | ---------------------- | --- |
| 1941 | A Letter from Home                                 | English Mother         | 短編ドキュメンタリー                                                                                      |
| 1942 | 軍旗の下に In Which We Serve                       | Mrs. Alix Kinross      | |
| 1943 | Dear Octopus                                       | Cynthia                | 作品名は"The Randolph Family"とも                                                                         |
| 1944 | 幸福なる種族 This Happy Breed                      | Ethel Gibbons          | ナショナル・ボード・オブ・レビュー賞 女優賞受賞                                                           |
| 1945 | 逢びき Brief Encounter                             | Laura Jesson           | ニューヨーク映画批評家協会賞 主演女優賞受賞 アカデミー主演女優賞ノミネート                                |
| 1950 | The Astonished Heart                               | Barbara Faber          | |
| 1951 | I Believe in You                                   | Matty Matheson         | 英国アカデミー賞 主演女優賞ノミネート                                                                     |
| 1952 | The Holly and the Ivy                              | Jenny Gregory          | |
| 1953 | 地中海夫人 The Captain's Paradise                  | Maud St. James         | 英国アカデミー賞 主演女優賞ノミネート                                                                     |
| 1955 | 文なし横丁の人々 A Kid for Two Farthings           | Joanna                 | |
| 1957 | The Good Companions                                | Miss Trant             | |
| 1969 | ミス・ブロディの青春 The Prime of Miss Jean Brodie | Miss Mackay            | 英国アカデミー賞 助演女優賞受賞                                                                           |
| 1973 | プレイ・フォー・トゥデイ Play for Today            | Mrs. Palfrey           | エピソード『クレアモントホテル』(Mrs. Palfrey at the Claremont) 英国アカデミー賞テレビ部門 主演女優賞受賞 |
| 1976 | Dame of Sark                                       | Dame Sibyl Hathaway    | テレビ映画                                                                                                |
| 1978 | レ・ミゼラブル Les Misérables                      | Sister Simplice        | テレビ映画                                                                                                |
| 1980 | タワー・ジャック The Hostage Tower                 | Mrs. Wheeler           | テレビ映画                                                                                                |
| 1980 | 遥かなる旅路/ワン・フローム・インディア Staying On | Lucy Smalley           | テレビ映画 英国アカデミー賞テレビ部門 主演女優賞ノミネート                                                |
| 1980 | 終りよければすべてよし All's Well That Ends Well   | Countess of Rousillion | テレビ映画                                                                                                |
| 1981 | Celebrity Playhouse                                | Mrs. Callifer          | エピソード"The Potting Shed" 英国アカデミー賞テレビ部門 主演女優賞ノミネート                              |